# Sumber Asri (Lubai)
Sumber Asri is een bestuurslaag in het regentschap Muara Enim van de provincie Zuid-Sumatra, Indonesië. Sumber Asri telt 1729 inwoners (volkstelling 2010).